# 传祺GS8
传祺GS8是中國汽車製造商广汽集团旗下品牌传祺的一款中型SUV，於2016年在北京车展上首次亮相。是传祺首款中大型SUV及七座汽車。

## 第一代（2016年–2021年）
第一代传祺GS8於2016年4月25日在北京車展上首次亮相，並於同年10月26日正式上市。GS8採用中大型轎車传祺GA8的CPMA平台開發，是传祺的首款中大型SUV及七座車。外觀設計由曾經參與奔馳汽車設計的中國汽車設計師兼廣汽研究院副院長張帆設計。

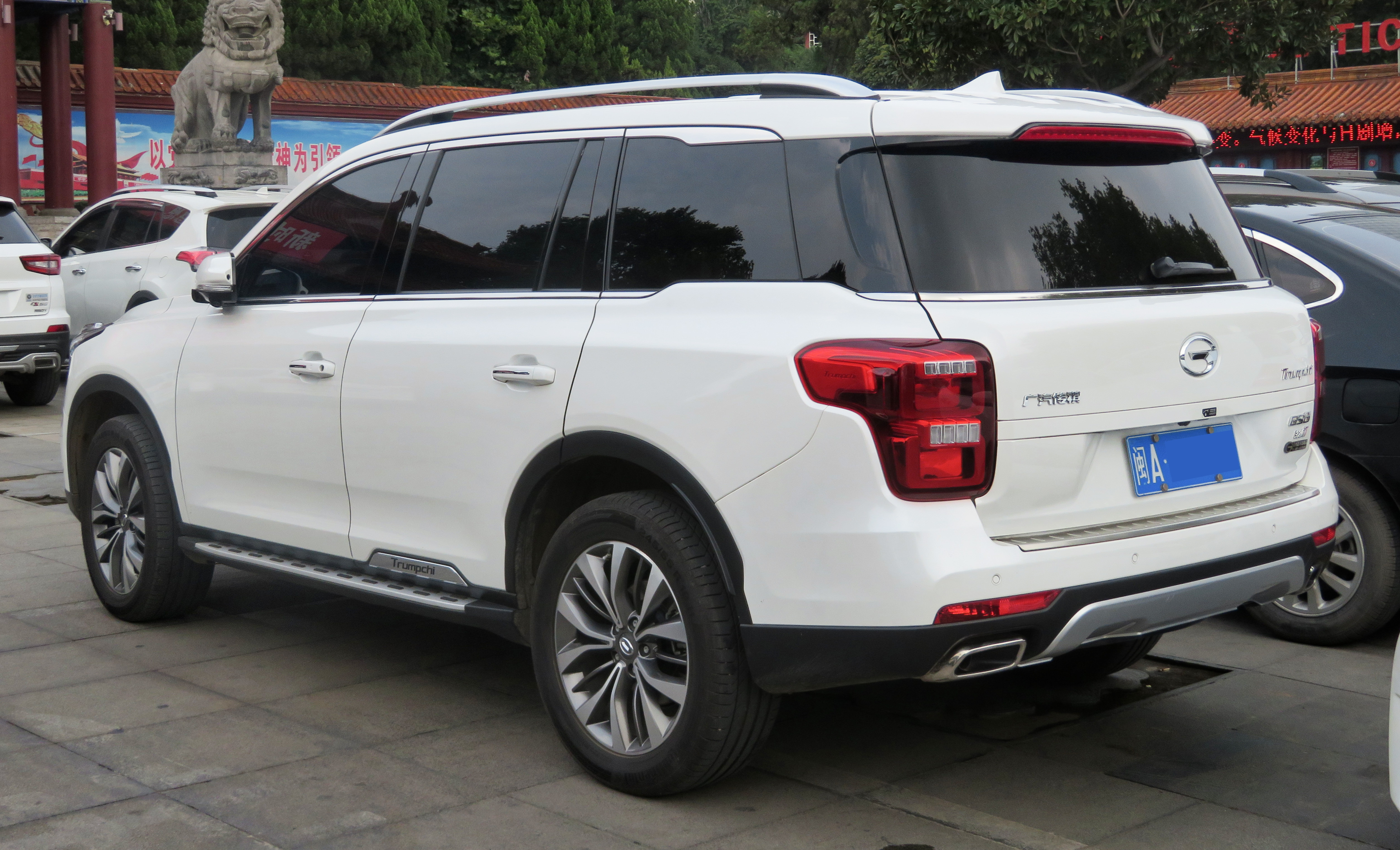
車尾

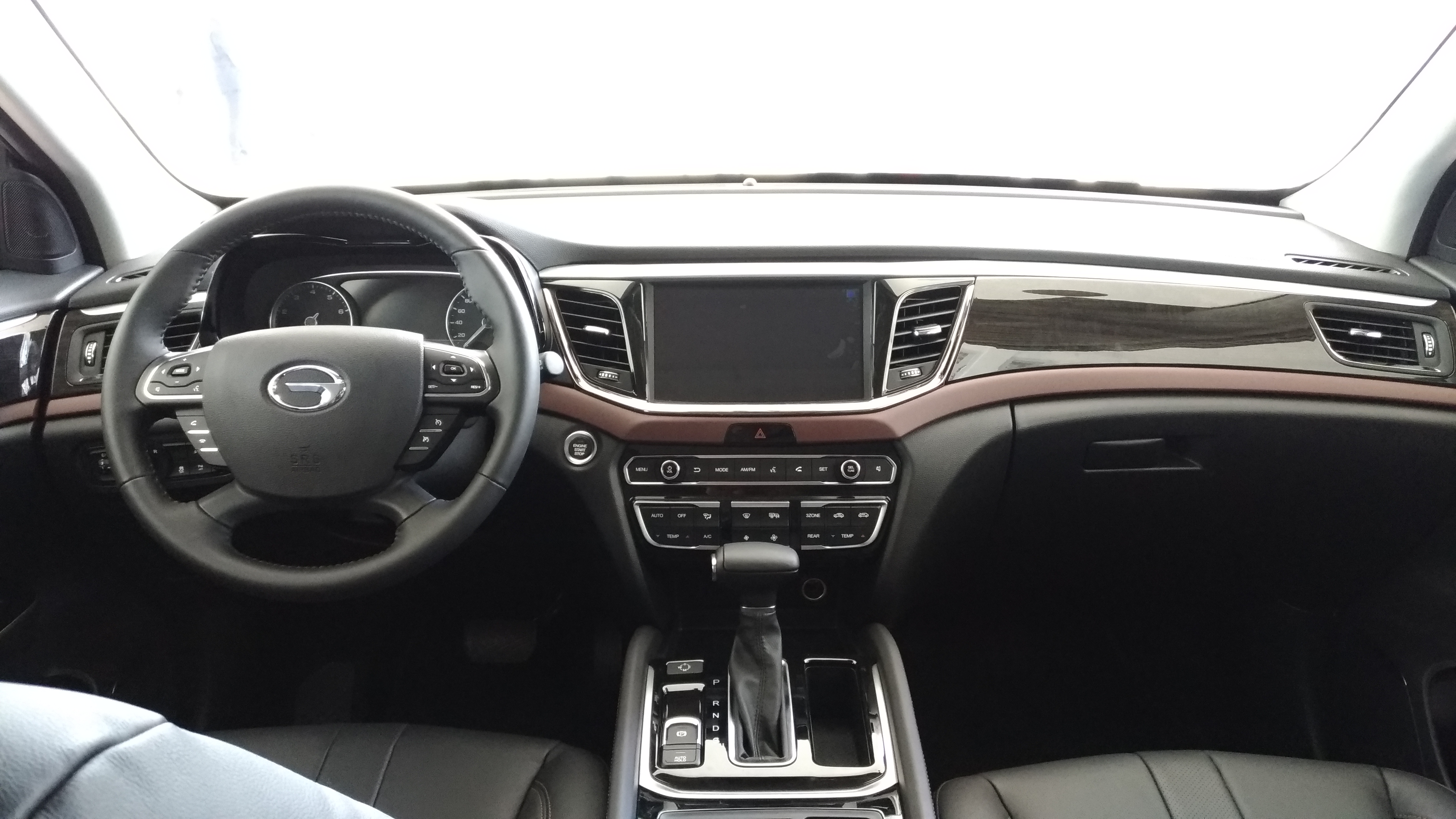
內飾

### 動力

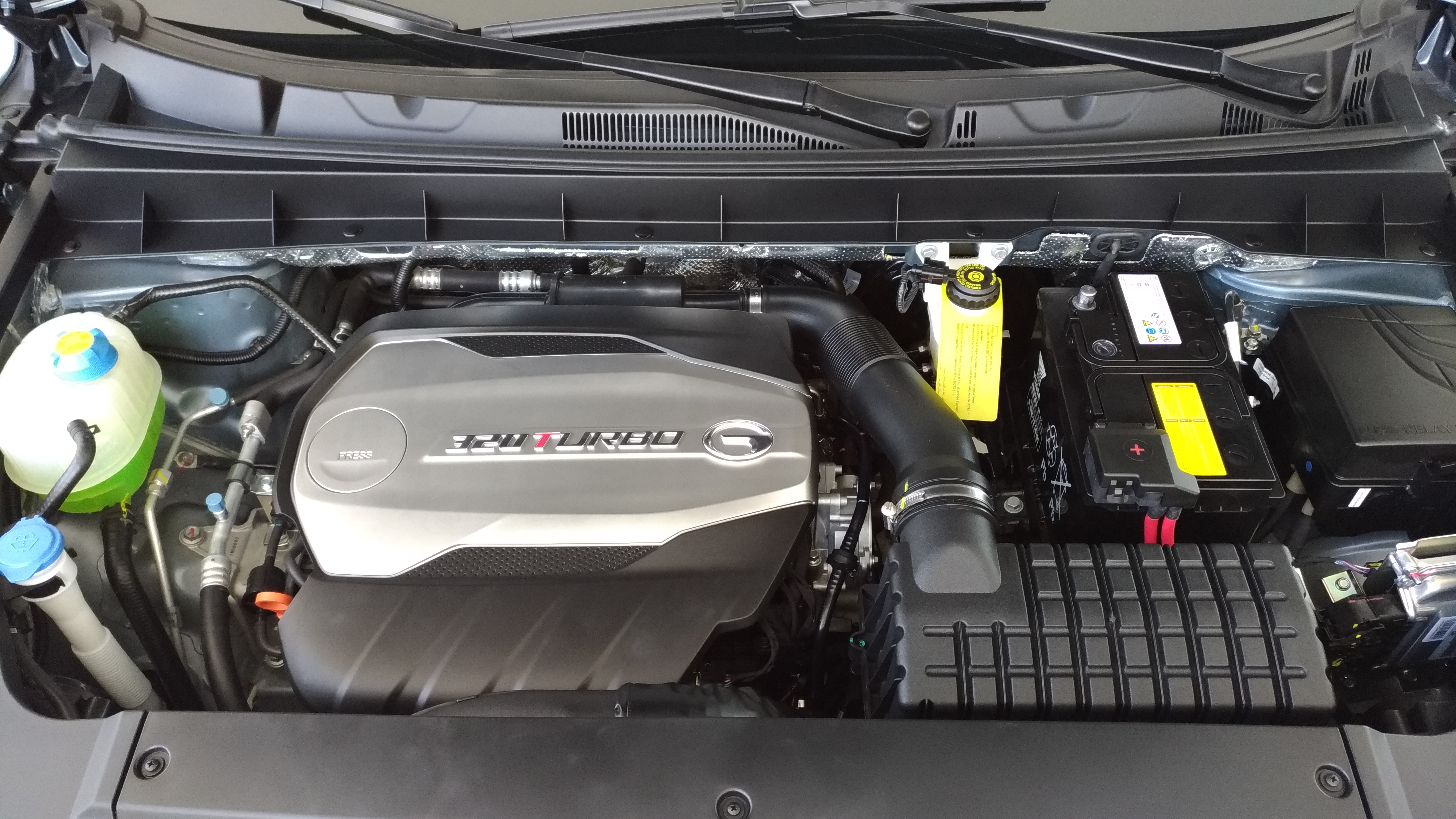
GS8引擎

GS8採用廣汽自主研發的1991cc「4B20M1」多点电喷汽油引擎，最大功率為148kW，最大扭矩為320牛頓米，並配備愛信的6速自动档。

#### 參數
|                 | 320T （俄羅斯出口版）      | 320T                       | 390T                       |
| 生產日期        | 2019年12月至2023年7月      | 2016年10月至2019年7月      | 2019年7月至2021年10月      |
| 引擎            |                            |                            |                            |
| 引擎類型        | 直列四缸引擎               | 直列四缸引擎               | 直列四缸引擎               |
| 排氣量          | 1991 cc                    | 1991 cc                    | 1991 cc                    |
| 最大功率        | 140 kW（190 PS）（5200轉） | 148 kW（201 PS）（5200轉） | 185 kW（252 PS）（5250轉） |
| 最大力矩        | 300 Nm 在 1750–4000轉      | 320 Nm 在 1750–4000轉      | 390 Nm 在 1750–4000轉      |
| 動力配置        |                            |                            |                            |
| 標配驅動模式    | 前輪驅動                   | 前輪驅動                   | 前輪驅動                   |
| 選配驅動模式    | （全輪驅動）               | （全輪驅動）               | （全輪驅動）               |
| 變速箱          | 6速自动挡                  | 6速自动挡                  | 6速自动挡                  |
| 性能            |                            |                            |                            |
| 最高車速        | 180 km/h                   | 185 km/h                   | 185 km/h                   |
| 0–100 km/h 加速 | 9.4 秒 (10.5 秒)           | 9.6 秒 (10.5 秒)           | 9.9 秒 (8.7 秒)            |
| 每百公里油耗    | 9.0 升 （9.2 升）          | 9.1 升 （9.3 升）          | 7.9 升 （8.7 升）          |
| 油箱容量        | 65 升                      | 66 升                      | 66 升                      |
| 排放標準        | 歐盟5型                    | 國五                       | 國六                       |

### 海外市場

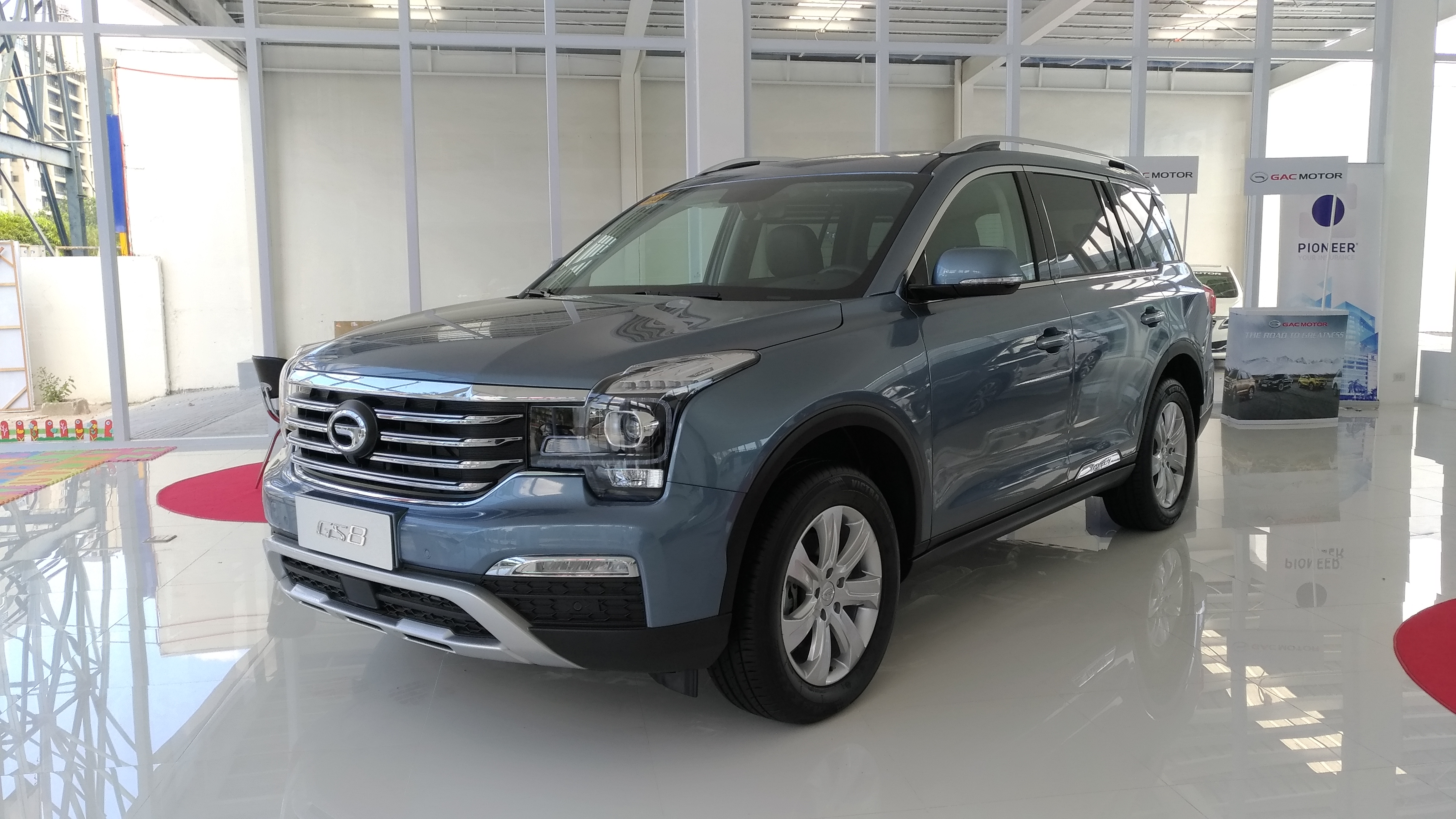
出口至菲律賓的GS8

第一代GS8最早於2018年10月已經陸陸續續進入中東海灣國家市場。
2018年，廣汽亦曾經有意計劃將GS8出口至美國市場，最遲在2019年底前在美國上市，並成立廣汽底特律研發中心。但由於受中美貿易戰惡化的影響，因此令廣汽集團無限推遲進入美國市場的計劃。
2019年12月9日，隨著廣汽集團進駐俄羅斯市場後，GS8正式出口至俄羅斯，並在莫斯科歷史博物館舉行發佈會，GS8成為廣汽第一輛進入俄羅斯市場的車型，售價為189萬至250萬盧布。

## 第二代（2021年至今）

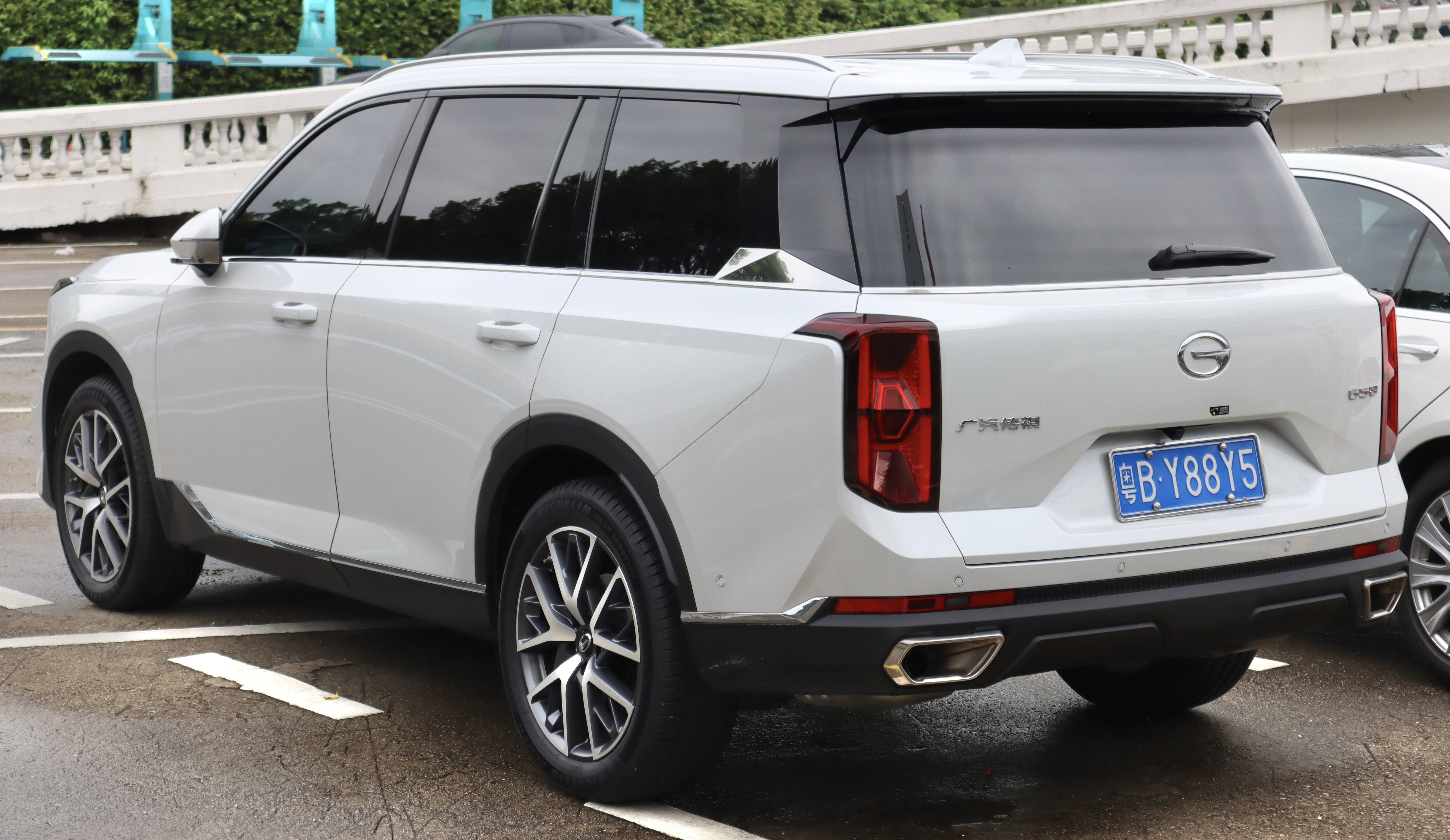
車尾

第二代GS8发布于2021年，该代车型采用广汽传祺的GPMA平台制造，提供2.0L直列4缸汽油涡轮增压引擎八速自动变速器或ECVT混能两种版本。
此外亦提供6座或7座前轮驱动或后轮驱动版本

### 動力
| 參數           | 2.0 TGDI                          | 2.0 TM 雙擎                   |
| 生產日期       | 2021年10月至今                    | 2021年10月至今                |
| 引擎           |                                   |                               |
| 引擎類型       | 直列四缸引擎                      | 直列四缸引擎+電動機           |
| 增壓器         | 渦輪增壓器                        | —                             |
| 排氣量         | 1991 cc                           | 1991 cc                       |
| 最大功率       | 185 kW (252 PS) 在5250轉          | 140 kW (190 PS) 在4500–5000轉 |
| 最大力矩       | 400 Nm 在1750–4000轉              | 320 Nm 在1500–5000轉          |
| 動力配置       |                                   |                               |
| 標配驅動模式   | 前輪驅動                          | 前輪驅動                      |
| 選配驅動模式   | 全輪驅動                          | 全輪驅動                      |
| 變速箱         | 8速自動波                         | e-CVT                         |
| 性能           |                                   |                               |
| 最高時速       | 200 km/h（四驅） 210 km/h（兩驅） | 190 km/h                      |
| 0–100 km/h加速 | 9.04 秒                           | 6.9 秒                        |
| 每百公里油耗   | 8.6–9.2 升                        | 6.0–6.3 升                    |
| 油箱容量       | 65 升                             | 58 升                         |
| 排放標準       | 國六                              | 國六                          |